# 懷伊鎮區 (阿肯色州佩里縣)
懷伊鎮區（英語：Wye Township）是位於美國阿肯色州佩里縣的一個行政鎮區。

## 地方資料
懷伊鎮區的面積為40.95平方千米，當中陸地面積為39.38平方千米，而水域面積為1.57平方千米。根據2010年美國人口普查的數據，當地共有人口901人，而人口密度為每平方千米22人。